# 17124 Rishavalera
17124 Rishavalera este o planetă minoră (asteroid), cu un diametru de 4,263 km, din centura de asteroizi. A fost descoperită pe 12 mai 1999 la Experimental Test Site⁠(d) de Lincoln Near-Earth Asteroid Research. 
Obiectul prezintă o orbită caracterizată de o semiaxă mare de 2,6124703 UAi, o excentricitate de 0,04, o înclinație de 0,89228 ° în raport cu ecliptica.